# VV Cephei
VV Cephei (VV Cep / HD 208816) és una estrella variable situada a la constel·lació de Cefeu de magnitud aparent +4,91. És una binària eclipsant del tipus variable Algol composta per una estrella supergegant vermella, VV Cephei A, i una estrella blanc-blavosa de la seqüència principal, VV Cephei B. El sistema s'hi troba a uns 3.000 anys llum del sistema solar.

## Sistema estel·lar
El sistema VV Cephei consta de dos estels:

Comparació de grandària entre el Sol (el punt groc de l'esquerra) i VV Cephei A.

VV Cephei A és una estrella supergegant vermella lluminosa de tipus espectral M2Iape, sent una de les estrelles més grans conegudes amb un radi aproximat de 1.900 vegades el radi solar. Traduït a unitats astronòmiques (UA), té un radi entre 4,7 i 10,4 ua, cosa que implica que si es trobara en el lloc del Sol —considerant el valor màxim—, la seva superfície s'estendria més enllà de l'òrbita de Júpiter. La seva temperatura superficial no és ben coneguda, xifrant-se en el rang de 3.300 - 3.650 K. En estar molt allunyada de la Terra, la distància a la qual s'hi troba és incerta, cosa per la que la seva lluminositat pot estar compresa entre 163.000 i 535.000 vegades la del Sol. La seva massa s'estima entre 25 i 40 masses solars.
VV Cephei A no posseeix forma esfèrica, sinó que a causa de la força de marea produïda per l'atracció gravitatòria de la seva companya, té forma de gota i cedeix matèria a un disc que s'hi forma al voltant de VV Cephei B. Així mateix, és una estrella variable polsant variable semiregular la lluentor de la qual varia de centenes a desenes de magnituds. Es coneixen diferents períodes d'oscil·lació de 58, 118 i 349 dies, així com un altre més llarg de 13,7 anys. Una estrella d'aquestes característiques (en aquests moments fusionant heli en àtoms de carboni) no pot acabar els seus dies sinó com una supernova, l'explosió de la qual pot expulsar a la seva companya a gran velocitat convertint-la en una estrella fugitiva.
VV Cephei B és molt menys coneguda que la seva enorme companya. Catalogada com un estel B8Veu, la seva massa pot ser diverses vegades major que la massa solar. La transferència de massa entre els dos estels probablement produeix sobtats canvis en el període orbital del sistema. Actualment VV Cephei B s'hi mou en una òrbita excèntrica a una distància de VV Cephei A compresa entre 17 i 34 ua, sent el període orbital de 20,4 anys. Quan VV Cephei A passa per davant de VV Cephei B es produeix un eclipsi de 250 dies de durada que fa que la seva lluentor disminuisca en un 20%.